# Ludwig & Jakob Götz
Die Ludwig & Jakob Götz GmbH & Co. KG ist eine vormals in Neckarsteinach, heute in Germersheim angesiedelte, in der Binnenschifffahrt und der Containerlogistik tätige traditionsreiche deutsche Reederei.
Ihr Ursprung steht im Zusammenhang mit der im 19. Jahrhundert erfolgten Tullaschen Oberrheinregulierung. Dafür benötigtes Material wurde aus mehreren von der Familie Götz am unteren Neckar betriebenen Steinbrüchen auf dem Neckar zum Rhein transportiert. Heute ist das Unternehmen Teil des in den Vereinigten Arabischen Emiraten ansässigen Hafenbetreibers DP World.
Aus ihrer Historie heraus zählte die Gründerfamilie zum altständischen Stadtbürgertum und trat zum Wirtschaftsbürgertum gerechnet letztlich ins Großbürgertum ein. Die der Ratsherrenschicht angehörende Metzgerfamilie Götz war im Sinsheim des 18. Jahrhunderts im äußerst begüterten besitzbürgerlichen Honoratiorentum verankert. Über die altwürttembergische Ehrbarkeit bestehen genealogische Relationen mit Repräsentanten des geistlichen Standes, die Bestandteil der deutschen Reformationsgeschichte sind.
Durch ihre ökonomische Stellung mit dem einhergehenden höheren gesellschaftlichen Rang lässt sich die Familie als eine Verkörperung der von Thomas Mann kreierten Buddenbrooks betrachten.

## Geschichte
Das in seiner heutigen Form 1920 gegründete Unternehmen wirkte an der Neckarkanalisierung ab den 1920er Jahren mit. Es nahm 1925 das erste motorisierte Frachtschiff auf dem Neckar in Betrieb und gilt damit als Begründerin der Motorgüterschifffahrt im Neckarraum.

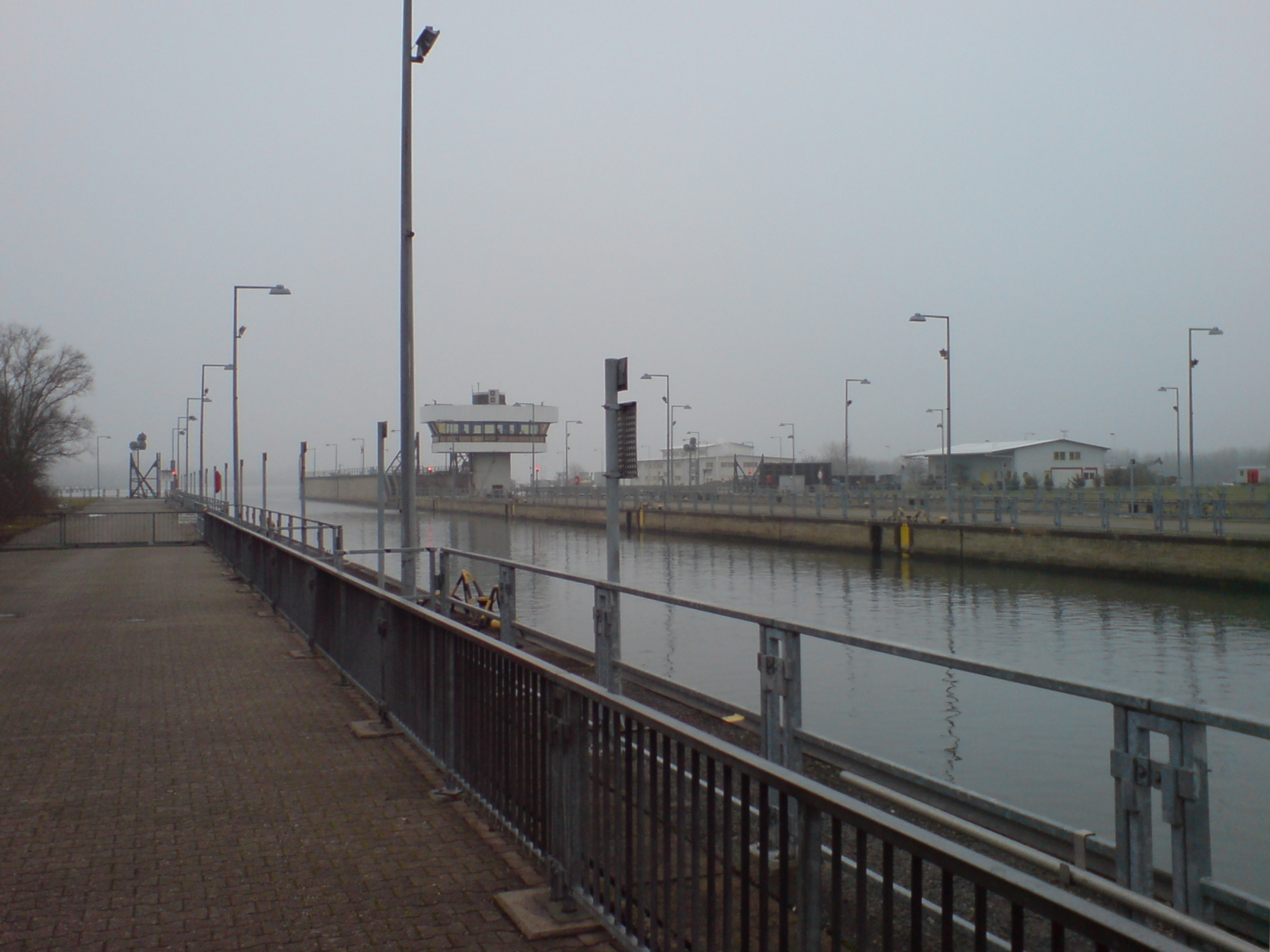
Die Rheinschleuse Iffezheim am Rheinkilometer 334, an deren Bau die Ludwig & Jakob Götz KG mitwirkte

Die Ludwig & Jakob Götz KG betrieb von 1960 bis 1970 Kiesabbau im unternehmenseigenen Kieswerk in Rheinbischofsheim. Dazu baute das Unternehmen den schmalen Seitenbach Groschenwasser zum 35 Meter breiten und 2,5 km langen Groschenwasserkanal aus. Anschließend wirkte das Unternehmen beim Ausbau des Rheins und seiner Nebenflüsse mit, unter anderem beim Bau der deutsch-französischen Staustufe Iffezheim.
Nach dem Zweiten Weltkrieg gab die Ludwig & Jakob Götz KG 1949 mit dem Motorgüterschiff MS Vierburgenstadt den ersten Neubau eines Binnengüterhandelsschiffs in Deutschland in Auftrag.
Aufträge für den internationalen Schiffbau erhielt die Ludwig & Jakob Götz KG von 1990 bis 2002 als Mehrheitseignerin der Neuen Germersheimer Schiffswerft. Das für den Senegal bestimmte Passagierschiff Le Joola galt als größtes seiner Art, das auf dem Oberrhein entstand.
1996 nahm das Unternehmen das Containerterminal am Stuttgarter Hafen in Betrieb und ist seitdem in der Containerlogistik tätig. Ein weiteres Terminal wird in Mannheim betrieben. 2015 gab der in den Vereinigten Arabischen Emiraten ansässige Hafenbetreiber DP World bekannt, dass er das Unternehmen übernehmen wolle. Nach erfolgter Übernahme wurde der Unternehmenssitz an den Sitz der deutschen Niederlassung von DP World nach Germersheim verlegt.

### Familiengeschichte
Die Stammlinie der Unternehmerfamilie beginnt mit dem das Bürgerrecht zu Sinsheim besitzenden Pachtschäfer Hans Götz. Seit 1657 als Pächter der Gemeindeschäferei im historischen Reichsdorf Richen urkundlich hinterlegt, pachtete Götz ab Michaelis 1693 gemeinschaftlich die Stadtschäferei zu Sinsheim. Die Pachtschäfer pflegten ein selbstwirtschaftendes Unternehmertum.

#### Wirtschaftsbürger und Honoratioren

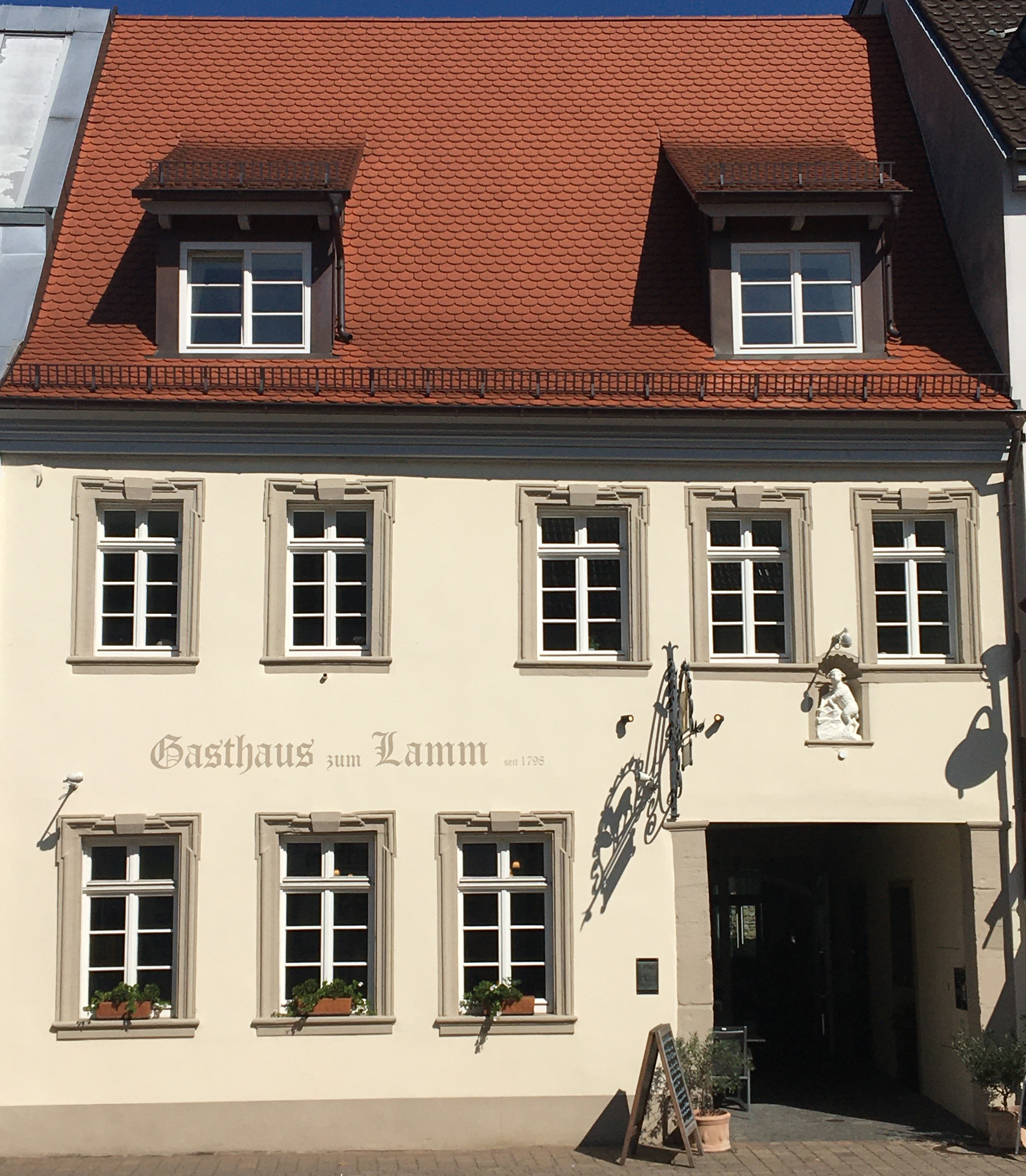
Das 1798 gegründete Gasthaus Lamm gehörte als reines Wohnhaus um 1765 bis 1796 zu den umfangreichen Sinsheimer Besitzungen der Götz

Johannes Götz (1691–1734), der zu Richen geborene Sohn des Sinsheimer Bürgers Hans Götz, tritt als erster Meister im ehrbaren Metzgergewerk aus den Reihen der Familie auf. 1725 entsprachen die in der Vorstadt und am Marktplatz gelegenen Anwesen des Bürgers Johannes Götz, ohne den umfangreich vorhandenen Grundbesitz einzubeziehen, einem Geldwert von 3024 Gulden. Darunter neben zwei Bürgerhäusern eine „Zum weißen Röslein“ genannte Herberge in der äußeren Sinsheimer Vorstadt. Nachmaliger Eigentümer der Schildwirtschaft wurde mit Götz Schwager, ein als Metzgermeister tätiger Ratsherrensohn.
Johannes Götz hatte mit Johann Michael (1721–1789) und Johann Martin (1724–1765) zwei Söhne, die im väterlichen Handwerk nachfolgten. Anschließende Generationen übten ebenfalls das mit Viehhandel, Vermögen und gesellschaftlicher Achtung verbundene Metzgerhandwerk aus, das im 16. Jahrhundert sowohl von Angehörigen halbadeliger als auch ehrbarer Familien ergriffen wurde.
Die mit Pfarrerfamilien, Handelsleuten, Gasthaltern, Oberwundärzten, kaiserlichen Notaren, Amtleuten und Bürgermeistern anverwandte altständische Stadtbürgerfamilie Götz war in der ratsherrlichen Führungsschicht Sinsheims verwurzelt, mit der sie ein Konnubium sowie wechselseitige Patenschaften ausbildete. Familienmitglieder repräsentierten im Amt des Zunftmeisters die Sinsheimer Metzgerzunft, besetzten einen von insgesamt sieben Sitzen auf der Sinsheimer Ratsherrenbank, an deren Spitze sie als Ratsbürgermeister standen und gehörten im Rang eines Kirchenältesten dem Presbyterium an. Dadurch waren die Götz im Kreis der städtischen Honoratioren anzutreffen.
Johann Michael Götz, dessen Gemahlin Susanna Regina Ziegler (1729–1805) eine Ratsherrentochter war, brachte es vor 1755 auf ein Schatzungskapital von 675 Gulden. Ausschließlich sein Schwager, der in zwei Ehen mit Töchtern von Ratsverwandten aus Mosbach und Sinsheim vermählte Gasthalter „Zum Löwen“ übertraf zu diesem Zeitpunkt die Schatzung des Ratsherrn Götz um 196 Gulden. Ratsherr Johann Martin Ziegler (1713–1762) brachte es damit auf ein Kapitalvermögen von 43 550 Gulden.
1764 betrug das Schatzungskapital der beiden Brüder Johann Michael und Johann Martin Götz, welcher sich mit einer Bürgermeistertochter vermählt hatte, zusammen 2276 Gulden. Hingegen führte 1768 der Gastwirt „Zu den drei Königen“ Bassermann mit 614 Gulden Schatzungskapital den obersten Rang des vermögendsten Heidelberger Stadtbürgertums an. Anfänglich deutlich finanzschwächer als die ratsherrlichen Sinsheimer Götz galt die nachmalige Kaufmannsfamilie Bassermann späterhin als Idealbild des Wirtschafts- und Großbürgertums. Eine Realwerdung der Buddenbrooks, wie sie ebenso durch die Unternehmerfamilie Götz verkörpert wurde.
1782 kamen beide Metzgerbrüder Götz auf ein Schatzungskapital von 863 Gulden. Eine Summe, welche die Einkünfte des Kirchenfürsten Clemens Wenzeslaus von Sachsen als Koadjutor der Fürstpropstei Ellwangen im Zeitraum von 1770 bis 1787 übertrafen.
Eine Enkeltochter des zeitweiligen Ratsbürgermeisters Johann Michael Götz, die Ratsherrentochter Augusta Wirth (1811–1882) war Notabene mit dem bedeutenden Mannheimer Hoftheater-Maschinisten sowie Theaterdekorationsmaler Josef Mühldorfer verheiratet. Marie Mühldorfer (* 1836), die Urenkelin des Zunftmeisters der Sinsheimer Metzger Johann Michael Götz, ist die Gattin des Musikverlegers Emil Heckel, einem Freund von Richard und Cosima Wagner sowie Begründer des Deutschen Allgemeinen Richard-Wagner-Vereins gewesen.

### Schifffahrt in Neckarsteinach

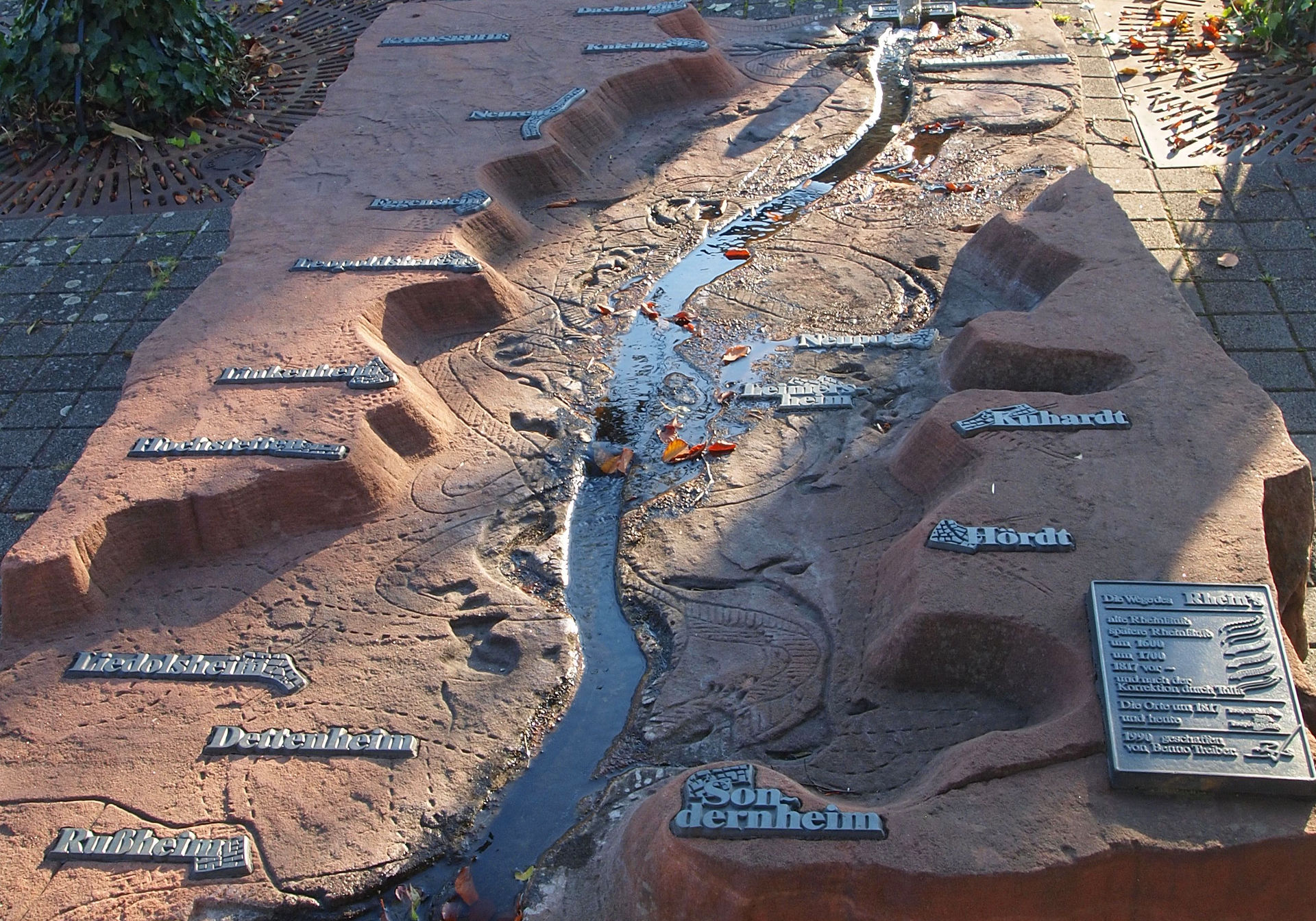
An der Korrektion des Rheins war Johann Friedrich II. Götz als Steinlieferant beteiligt. Ein Denkmal mit Namen Die Wege des Rheins in Leopoldshafen erinnert an die verkehrstechnisch bedeutende Rheinbegradigung

Die Schifffahrt ist in Neckarsteinach mit einer Fischer- bzw. Schifferzunft schon um 1150 nachgewiesen. Bereits in den Jahren 1474 und 1518 entstand die erste Flößereiordnung für Neckarsteinach. Der Wasserverkehr blieb dennoch lange Zeit den Schiffergilden vorbehalten, bevor 1832 die Neckarschifffahrtsordnung und 1868 die Mannheimer Akte die gewerbliche Freiheit auf dem Neckar und Rhein regelte. Neckarsteinach selbst zählte nach dem Krieg in den Jahren des Wirtschaftswunders zu den wichtigsten Schifferstädten Deutschlands.
Seit 1791 ist die innerhalb der altständisch-bürgerlichen Oberschicht verortet gewesene besitzbürgerliche Familie in Neckarsteinach belegt. So ließ sich Johann Friedrich Götz (1753–1814), Sohn des Johann Martin Götz, Zunftmeister der Metzger und Sinsheimer Bürger im Ort als Gasthofbesitzer „Zur Harfe“ nieder. Sein gleichnamiger Enkelsohn, der Metzgermeister Johann Friedrich II. Götz (1820–1892), war Inhaber der Gastwirtschaft „Zum Adler“. Seit der Liberalisierung der Neckarschifffahrt um 1870 betrieb der Gastwirt zusätzlich mehrere Steinbrüche im Neckartal, deren gewonnenes Gestein Götz mittels eigener Segelschleppkähne auf dem Fluss transportieren ließ. Die unter Johann Friedrich II. Götz gebrochenen und transportierten Steine fanden unter anderem bei der Rheinregulierung durch Johann Gottfried Tulla zur Befestigung des Flussbetts Verwendung. Dieses Steinschifffahrtsunternehmen bildete die Grundlage der Entwicklung hin zur Reederei.
Auf den Industriellen der Steinindustrie Johann Friedrich II. Götz geht zudem der Bau des 1892 fertiggestellten Neckarsteinacher Winterhafens zurück. Sein Sohn, der Schiffermeister und Steinbruchbesitzer Ludwig Friedrich Götz (1865–1922), und seine beiden Enkel, die Reeder und Steinbruchbesitzer Ludwig und Jakob Götz, führten das Steinschifffahrtsunternehmen weiter.

### Geschichte der Reederei
1920 gründeten die Gebrüder Ludwig und Jakob Götz mit der Ludwig & Jakob Götz oHG das heutige Unternehmen, das die Nachkommen der beiden Gebrüder Götz als Gesellschafter fortführen.
Das Unternehmen wurde zunächst in der Rechtsform einer offenen Handelsgesellschaft (oHG) errichtet. Die Umwandlung in eine Kommanditgesellschaft erfolgte im Jahr 1952. 1998 wurde das Schifffahrtsunternehmen zur GmbH & Co. KG.
Die Familie Götz zählt durch ihre Unternehmen zu den namhaftesten Schiffergeschlechtern am Neckar.

#### Steinschifffahrt

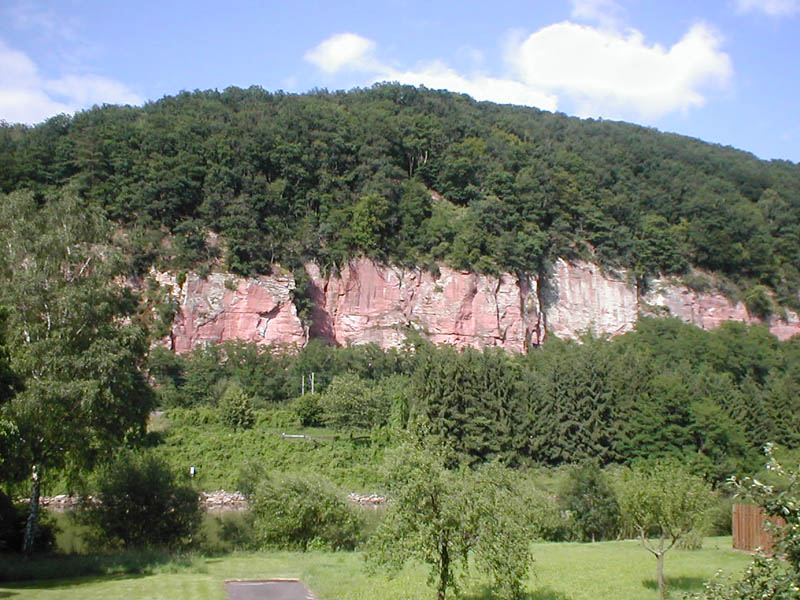
Steinbruch Grenze gegenüber Pleutersbach

Die Familie Götz besaß folgende Steinbrüche auf hessischem und badischem Territorium:
- Reiterberg oberhalb von Neckargemünd (um 1937 aufgegeben)
- Pfaffelter unterhalb Pleutersbach (um 1941 aufgegeben)
- Steinbruch in der Mossklinge, 5 km unterhalb von Eberbach (um 1955 aufgegeben)
- Hungerberg bei Hirschhorn (um 1958 aufgegeben)
- Grenze gegenüber von Pleutersbach (um 1963 aufgegeben)
- Brombacher Wasser (1975 aufgegeben)

Ein Teil dieser Steinbrüche bot Landwirten in der Region einen Nebenerwerb. Sie waren meist nicht das ganze Jahr hindurch in Betrieb und ruhten während der Erntezeit. Die gewonnenen Steine wurden mit Pferdefuhrwerken, später mit Rollwagen zu Verladeplätzen an der Neckarböschung gebracht und bis nach dem Zweiten Weltkrieg von Hand verladen, bevor in den 1960er und 1970er Jahren Förderbänder und Kranschiffe die Verladearbeit erleichterten. Stromabwärts verkehrten die anfangs noch unmotorisierten Frachtkähne aus eigener Kraft, stromaufwärts im Schlepptau von Schleppschiffen wie den auf dem Neckar installierten Kettenschleppdampfern.
Die in den Götz’schen Brüchen gebrochenen und transportierten Steine wurden vielfach als Wasserbausteine zur Befestigung der Uferbereiche der vom Unternehmen Götz befahrenen Flüsse genutzt. Sie fanden aber an Neckar und Rhein auch Verwendung für den Bau von Häusern. Unter anderem wurde Steinmaterial zum Bau der Fabrikanlagen der BASF in Mannheim und zum Bau zahlreicher Brunnen und Gebäude im Rheintal geliefert. Außer Steinen wurde auch Gips und Kies aus den Gruben des Rhein- und Neckartals transportiert.
Als in den 1920er Jahren die Neckarkanalisierung begann, erhielt die Reederei Götz bedeutende Aufträge in der Baustofflogistik des Projekts. Sie lieferte an die Wasserbauverwaltung in den Götz’schen Steinbrüchen gebrochene Wasserbausteine zum Ausbau des Neckars.
Direkt im Anschluss an die Neckarkanalisierung wurden die ersten Gütermotorschiffe auf dem Fluss durch Götz in Dienst gestellt. Am 25. März 1925 lief die MS Gebrüder Götz bei der Schiffswerft Anderssen vom Stapel. Sie war das erste Motorschiff des Unternehmens und galt als das erste motorisierte Güterschiff auf dem Neckar überhaupt.

#### Vorkriegszeit
In den ersten Jahren nach der Gründung war das Unternehmen ein reines Familienunternehmen. Es wurde meist nur mit ein oder zwei Schiffen gefahren, die von Familienangehörigen gesteuert wurden. Gleichwohl brachte die Auftragsentwicklung es mit sich, dass die Reederei zwischen 1920 und 1940 insgesamt sechs immer leistungsstärkere und größere Lastschiffe bauen ließ, die die älteren Schiffe ersetzten und von denen Ende 1939 noch vier in Dienst standen.

#### Zweiter Weltkrieg
Der damalige Juniorchef Friedrich Götz fuhr in den ersten Jahren des Zweiten Weltkriegs „kriegswichtige Transporte“, unter anderem Kies zum Bau des Westwalls. 1942 wurde er zur Wehrmacht eingezogen und war zunächst Leiter der Sturmboot-Fahrschule in Koblenz, bevor er 1942 an die Ostfront versetzt wurde. Nach einer Verwundung im Jahr 1944 war er als Sturmbootführer an der Oberrheinfront stationiert. Nach Rückzugsgefechten erlebte er das Kriegsende in Salzburg und sollte nach kurzer Internierung in Ingolstadt im August 1945 nach Frankreich in ein Kriegsgefangenenlager überstellt werden, jedoch gelang ihm bei der Fahrt durch Neckargemünd die Flucht aus dem Gefangenentransport, sodass er im Spätsommer 1945 wieder in Neckarsteinach war.

#### Nachkriegszeit

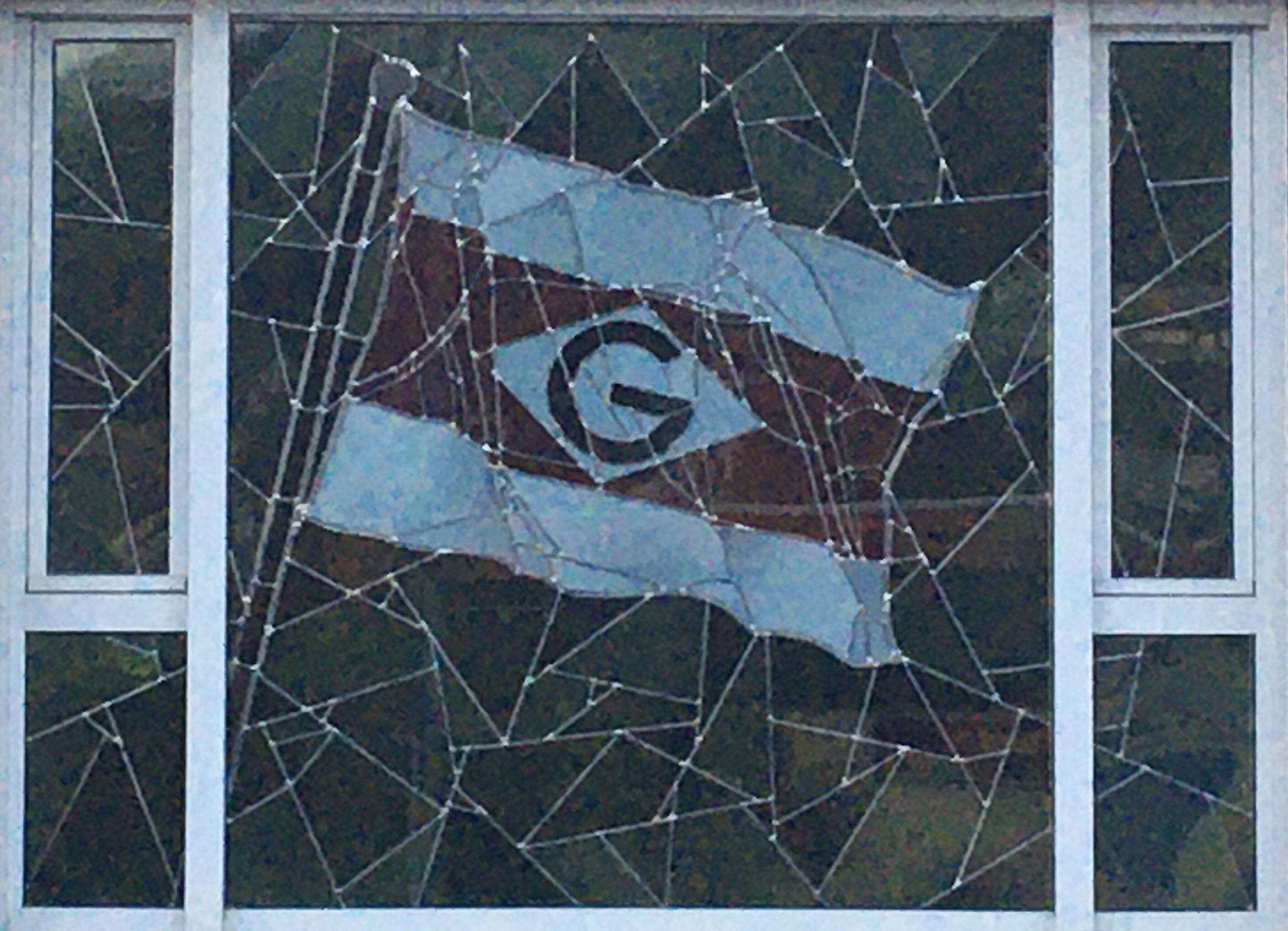
Mosaikfenster an der ehemaligen Firmenzentrale in Neckarsteinach

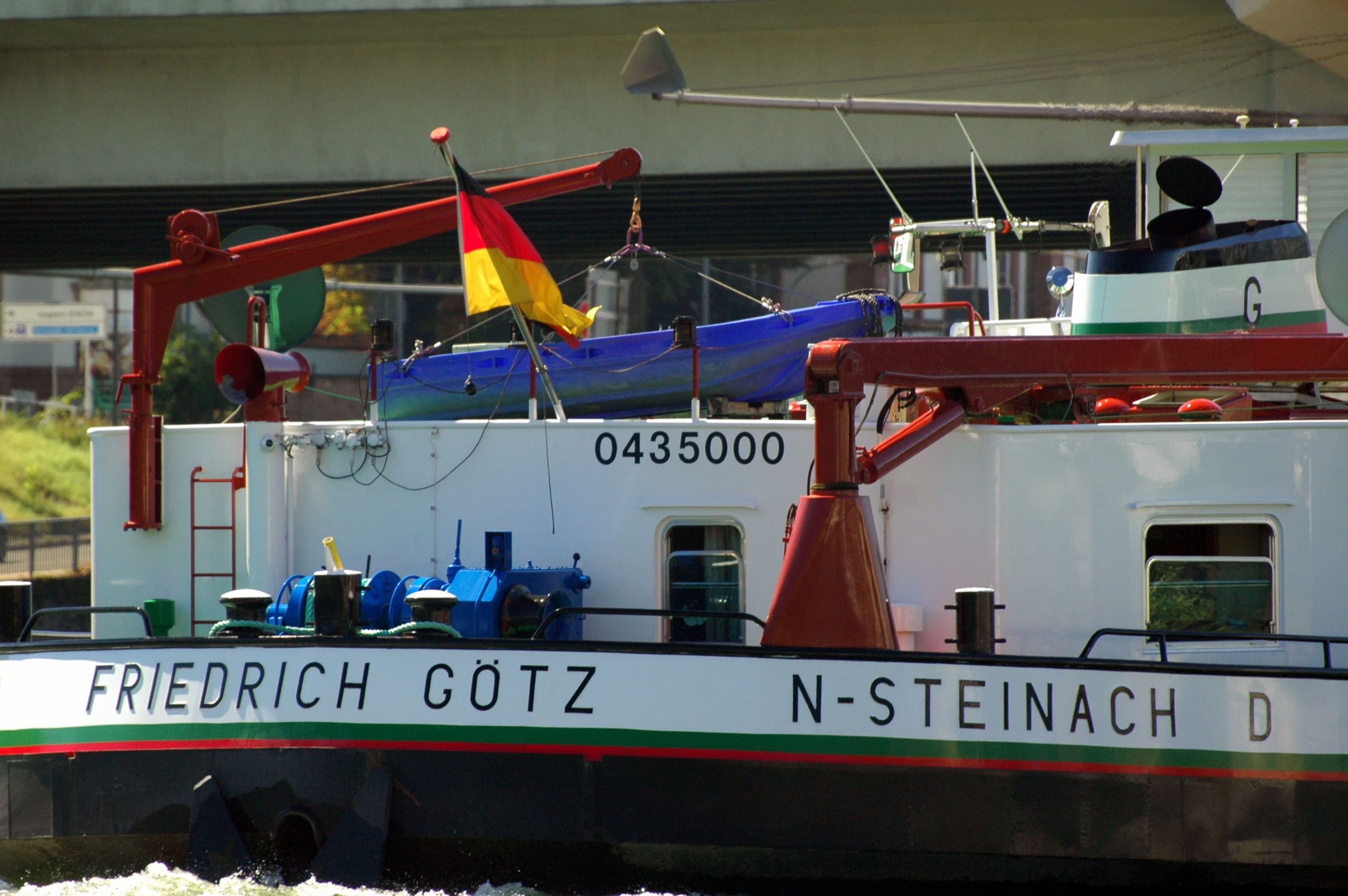
Heckansicht des Binnencontainerschiffs, das den Namen des ehemaligen Seniorchefs Friedrich Götz trägt

In der Nachkriegszeit baute Friedrich Götz das Unternehmen neu auf, wobei die noch vorhandenen und fahrbereiten Schiffe von der US-amerikanischen Militärregierung beschlagnahmt waren und Götz Transporte auf Anweisung der Besatzungsbehörden fahren musste, bevor die Schiffe 1948 freigegeben wurden. Das Schifffahrtsunternehmen Götz gab seine Steinbrüche im Neckartal nach und nach auf, blieb jedoch weiter in der Steinschifffahrt tätig.
Unter anderem war das Unternehmen am Transport und am Ausbringen der Wasserbausteine für die Uferbefestigungsarbeiten des Rheins bei Ginsheim beteiligt sowie an dem großen Transportaufkommen für Baustoffe im Zuge des Wiederaufbaus.
Das Unternehmen ließ in den 1950er Jahren fünf neue Lastschiffe bauen, als erstes das MS Vierburgenstadt, der erste Neubau eines Frachtbinnenschiffs in Deutschland nach dem Krieg. Die Vierburgenstadt wurde im September 1949 in Auftrag gegeben und lief im Mai 1950 vom Stapel.
1953 bezeichnete sich das Schifffahrtsunternehmen als ältestes motorisiertes Unternehmen dieser Art vor Ort. Unter seiner Flagge fuhren sechs Motorgüterschiffe:
- Neckarperle
- Glück-Auf
- Einigkeit
- Ludwig-Friedrich
- Vierburgenstadt
- Barbara-Sybilla

Die MS Einigkeit gehörte neben der MS Gebr. Götz zu den ersten motorisierten Frachtschiffen, die im Güterverkehr auf dem Neckar eingesetzt wurden.

### Kiesabbau

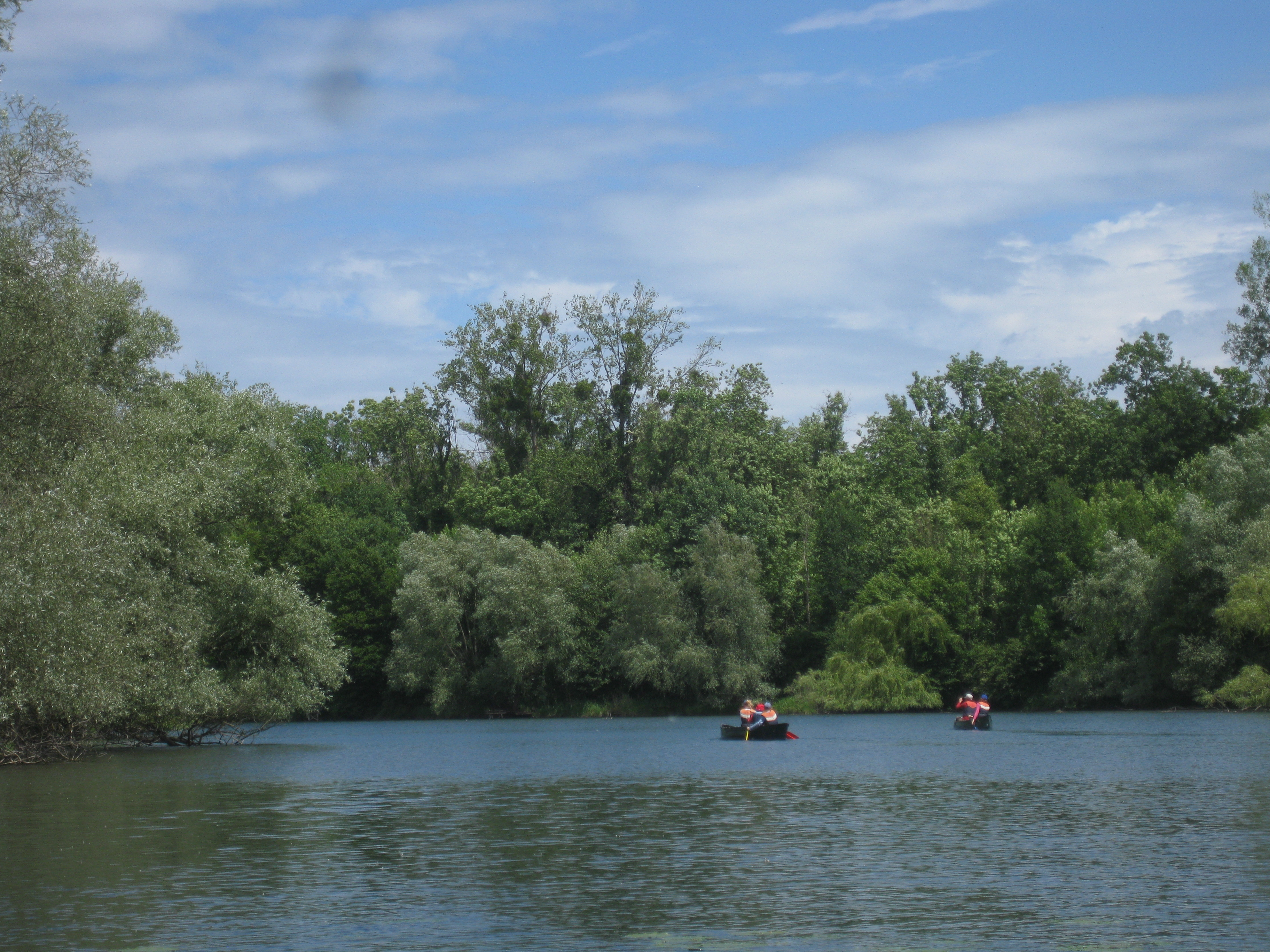
Das von der Götz KG für die Kiesgewinnung zum Baggersee ausgebaute Groschenwasser

Statt der Steingewinnung setzte man ab 1960 auf den Kiesabbau, wozu das Unternehmen ein großes Areal bei Rheinbischofsheim erwarb. Das dortige Werk konnte drei Tonnen Kies pro Minute fördern. Die Götz KG baute zudem den schmalen Seitenbach Groschenwasser zum 35 Meter breiten und 2,5 km langen Groschenwasserkanal mit eigenem Verladeplatz aus. In Rheinbischofsheim wurden bis 1970, als der Bau der Staustufe Rheinau-Gambsheim den Betrieb beendete, über eine Million Tonnen Kies gefördert. Die Götz’schen Kiesbagger aus Rheinbischofsheim waren 1965 und 1966 auch am Bau des Hafens in Dalhunden beteiligt. Für den Kiesumschlag erbaute das Unternehmen zudem ein Umschlaglager in Mannheim. Später folgten weitere Lager in Frankfurt am Main und Stuttgart. Die immer umfangreicheren Baggerarbeiten veranlassten die Ludwig & Jakob Götz KG, einige alte Transportschiffe zu Baggerschiffen umzubauen.
1992 gründete die Ludwig & Jakob Götz KG in Sachsen gemeinsam mit der Bauunternehmung Diringer & Scheidel die als Beteiligungsgesellschaft geführte Kieswerke Löbnitz GmbH & Co. KG, die heute vollständig der Unternehmensgruppe Diringer & Scheidel angehört.

### Modifikation der Schiffsflotte
Ab den 1970er Jahren förderte die Reederei Götz kein Gestein und keinen Kies mehr in eigenen Gruben und Brüchen. Stattdessen transportierte man vor allem Kies und Kohle von anderen Erzeugern, wozu der Schiffspark 1970 um mehrere hochmoderne Gütermotorschiffe erweitert wurde, die auf dem Rhein und seinen Nebenflüssen verkehrten. Einen großen Anteil hatte bald auch der Transport von Schrott.

### Rheinausbau

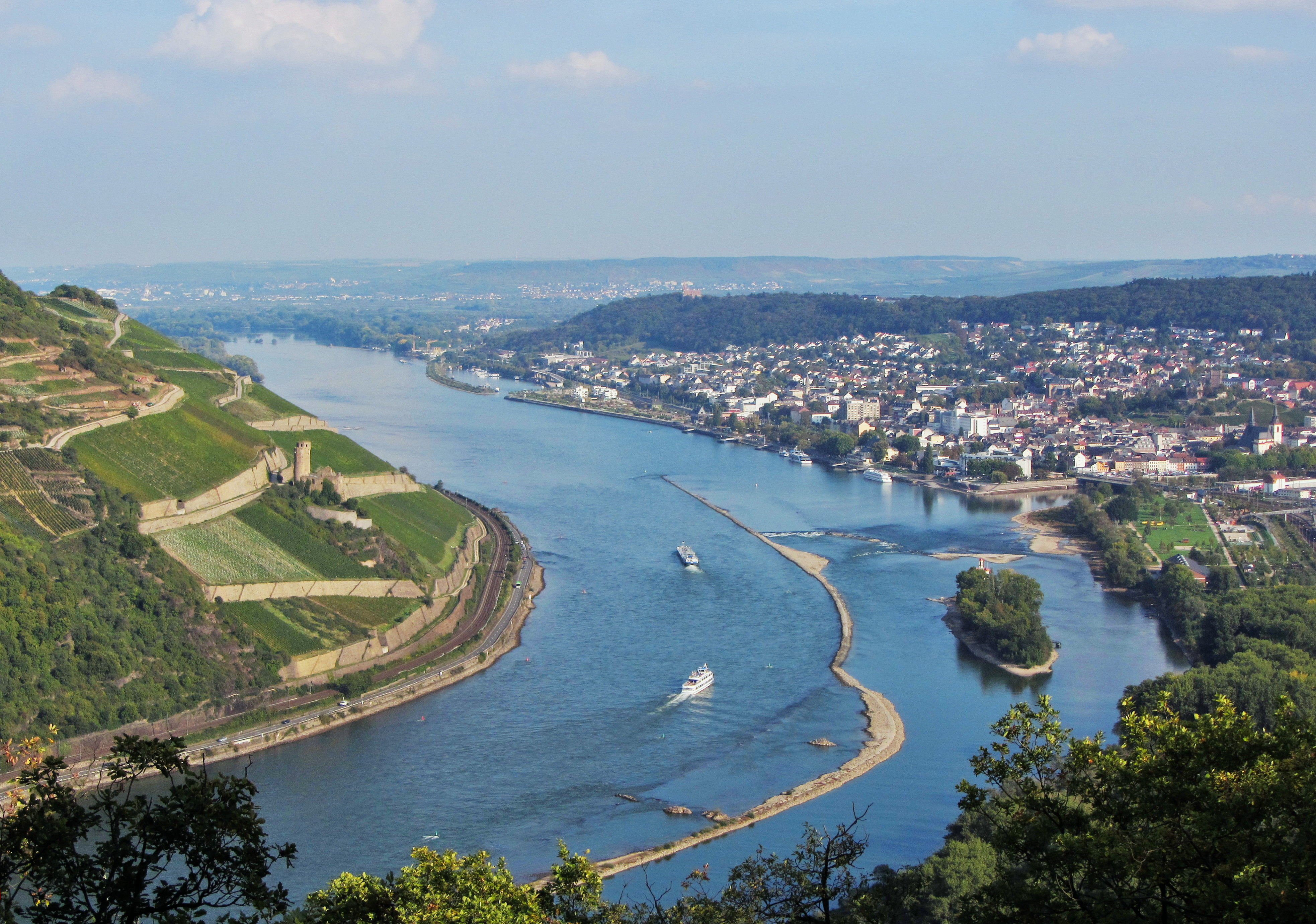
Die Götz KG war an der Verbreiterung und Vertiefung der Fahrrinne durch das Binger Loch (links im Bild) beteiligt

Die Kranschiffe der Reederei waren bei Bergungs- und Uferabflachungs-Arbeiten längs des Rheins und seiner Nebenflüsse tätig. Schiffe des Unternehmens verkehrten im Rahmen des Rheinausbaus zwischen Neuburgweier und der deutsch-niederländischen Grenze. Unter anderem wurde der Aushub der Rheinvertiefungen in Bingen und Sankt Goar durch Götz’sche Gütermotorschiffe vom Loreleyhafen nach Düsseldorf transportiert; dort fand der Umschlag des Materials statt, das anschließend vom Götz’schen Baggerschiff Ludwig-Friedrich in tiefe Kolkungen des Rheins abgelassen wurde.
Weiterhin war die Götz KG an der Verbreiterung und Vertiefung der Fahrrinne im Binger Loch beteiligt. Seit Ende der 1970er Jahre übernahm das Unternehmen neben der Transportlogistik zusätzliche Aufgaben, so beispielsweise beim Ausbaggern des Mannheimer Industriehafens oder 1976 beim Bau der Staustufe Iffezheim.

### Containerterminal
Bis in die späten 1980er Jahre wurde die Unternehmensflotte immer wieder durch neue Gütermotorschiffe modernisiert und ausgebaut. In den 1980er Jahren kamen auch einige Schubleichter hinzu, durch die die Transportkapazität der Flotte ohne Motorisierung erweitert wurde. Gleichzeitig baute man die Lagerplätze in Stuttgart und Mannheim zu Logistikzentren aus, um dort künftig nicht nur Baustoffe, sondern vor allem Container abfertigen zu können. Das Umschlaglager in Mannheim umfasst drei Krananlagen bei einer Kailänge von 900 Metern.
1996 wurde das Containerterminal am Stuttgarter Hafen (CTS) in Betrieb genommen, das 2005 bedeutend erweitert wurde. 2014 wurden dort rund 80.000 Standardcontainer umgeschlagen.
Der Containertransport durch die Reederei Götz findet vom Neckarhafen in Stuttgart zu den Seehäfen in Antwerpen und Rotterdam statt, von wo die Ware weiter in alle Welt verfrachtet wird.
Unternehmensvertretungen im europäischen Ausland unterhält die Reederei in den Niederlanden und Belgien.

## Gütermotorschiffe
Liste der Gütermotorschiffe, die im Dienst der Reederei Ludwig & Jakob Götz KG standen oder stehen, sortiert nach dem Jahr der Indienststellung:
| Bild | Name                | Baujahr      | Motorleistung            | Tonnage                  | Werft                                        | Bemerkungen |
| ---- | ------------------- | ------------ | ------------------------ | ------------------------ | -------------------------------------------- | --- |
|      | Bruderliebe         | 1886         |                          | 90 t                     |                                              | hölzerner Schleppkahn mit offenem Deck, 1894/1895 im Winterhafen Neckarsteinach, wurde auf der Strecke Heilbronn-Mannheim-Mainz eingesetzt und hatte eine Besatzung von zwei Mann |
|      | Friedrich           | 1888         |                          | 95 t                     |                                              | hölzerner Schleppkahn mit offenem Deck, 1894/1895 im Winterhafen Neckarsteinach, wurde auf der Strecke Eberbach nach Mainz eingesetzt und hatte eine Besatzung von zwei Mann      |
|      | Liesa(ie)           | 1891         |                          | 110 t                    |                                              | hölzerner Schleppkahn mit offenem Deck, 1894/1895 im Winterhafen Neckarsteinach, wurde auf der Strecke Eberbach nach Mainz eingesetzt und hatte eine Besatzung von zwei Mann      |
|      | Jakob Götz I        | 1901         | 800 PS                   | 1600 t                   | Boele, Bolnes                                | |
|      | Friedrich II        | 1907         |                          | 200 t                    | J. Anderssen, Neckarsulm                     | 1930 verkauft |
|      | Geschwisterliebe    | 1912         |                          | 260 t                    | Schiffswert, Neckarsulm                      | Frachtkahn, 1930 an einen Partikulier in Eberbach verkauft |
|      | Gebrüder Götz       | 1925         | 18 PS (ab 1926: 60 PS)   | 270 t                    | J. Anderssen, Neckarsulm                     | 1930 an den Bruder Karl Götz verkauft und in Gretel Götz umbenannt |
|      | Starkenburg         |              |                          | 56 t                     |                                              | Schleppkahn, 1926 erworben, bei der Neckarkanalisierung eingesetzt, im Zweiten Weltkrieg bei Straßburg zerstört                                                                   |
|      | Einigkeit I         | 1928         | 90 PS                    | 222 t                    | Karl Gassner, Neckarsteinach                 | Stillgelegt 1932, verkauft 1934 |
|      | Neckar              | 1929         | 800 PS                   | 1540 t                   | Boele, Bolnes                                | Zuvor als Wimpina im Dienst eines anderen Unternehmens |
|      | Neckarperle I       | 1930         | 150 PS                   | 245 t                    | Karl Gassner, Neckarsteinach                 | im Zweiten Weltkrieg durch Havarie beschädigt, nach den Kriegswirren wiederhergestellt, 1950 verkauft                                                                             |
|      | Glück-Auf           | 1932         | 265 PS (ab 1939: 300 PS) | 289 t (ab 1939: 342 t)   |                                              | 1945 kurz vor Kriegsende havariert, nach Kriegsende wieder geborgen, 1963 bei Hirschhorn erneut havariert, wiederhergestellt, 1979 verkauft                                       |
|      | Einigkeit II        | 1935         | 350 PS                   | 412 t                    | C. Ruthof, Mainz-Kastel                      | Durch die Wehrmacht zum Fährschiff umgebaut, 1944 von Jagdbombern im Hochstettener Altrhein versenkt, 1945 gehoben, 2000 verschrottet                                             |
|      | Ludwig-Friedrich    | 1939         | 500 PS                   | 675 t                    |                                              | 1962 auf 70 m verlängert, 1980 verkauft |
|      | Vierburgenstadt     | 1950         | 500 PS                   | 761 t                    | C. Ruthof, Mainz-Kastel                      | 1964 von 67 auf 80 Meter verlängert, später verkauft, inzwischen im Ausland |
|      | Barbara-Sibylla     | 1952         | 500 PS                   | 783 t                    | C. Ruthof, Mainz-Kastel                      | 1978 verkauft |
|      | Neckarperle II      | 1954         | 310 PS                   | 335 t/später 482 t       | C. Ruthof, Mainz-Kastel                      | 1956 bei Wieblingen havariert und wieder gehoben |
|      | Günter-Herbert      | 1954         | 750 PS                   | 1182 t                   | C. Ruthof, Mainz-Kastel                      | 1967 von 75 auf 85 Meter verlängert, später verkauft, 2013 verschrottet |
|      | Ludwig Götz sen. I  | 1956         | 560 PS                   | 896 t                    | Ebert & Söhne, Neckarsteinach                | 1978 verkauft |
|      | Götz IX             | 1962         | 750 PS                   | 1152 t                   | Ebert & Söhne, Neckarsteinach                | 1978 an einen norddeutschen Partikulier verkauft |
|      | Götz X              | 1954 (Umbau) | 675 PS                   | 938 t                    |                                              | Bereits 1897 als Schleppkahn in Holland gebaut, 1954 in Neckarsulm zum Motorschiff umgebaut, von 1969 bis 1977 im Dienst bei Götz                                                 |
|      | Götz XI             | 1969         | 1050 PS                  | 1599 t                   | Ebert & Söhne, Neckarsteinach                | 2002 verkauft |
|      | Götz XII            | 1971         | 1050 PS                  | 1577 t (ab 1976: 1951 t) | Ebert & Söhne, Neckarsteinach                | 1976 von 85 auf 105 Meter verlängert, 1984 verkauft |
|      | Götz XIV            | 1968         | 800 PS                   | 1496 t                   | Gebr. Elfring, Haren                         | 1972 erworben, zweimal verlängert, zuletzt auf 100 Meter Länge und 1857 t Tragfähigkeit, inzwischen verkauft                                                                      |
|      | Neckarstein I       | 1973         | 1200 PS                  | 2398 t (ab 1977: 1667 t) | Ebert & Söhne, Neckarsteinach                | 1977 von 95 auf 105 Meter verlängert, 1997 in die Niederlande verkauft, wo das Schiff als Othene im Charter der CFNR fuhr                                                         |
|      | Rheinstein          | 1975         | 1300 PS                  | 2666 t                   | Ebert & Söhne, Neckarsteinach                | Typgleich mit Neckarstein, verkauft und anschließend von 105 auf 99 Meter verkürzt                                                                                                |
|      | Ludwig Götz sen. II | 1977         | 1300 PS                  | 2584 t                   | Ebert & Söhne, Neckarsteinach                | Verkauft |
|      | Friedrich Götz      | 1979         | 1400 PS                  | 2562 t                   | Hans Boost, Trier.                           | Unter der Flagge der Reederei Götz in Fahrt |
|      | Jakob Götz II       | 1984         | 1400 PS                  | 2707 t                   | Hans Boost, Trier.                           | Unter der Flagge der Reederei Götz in Fahrt |
|      | Öhringen            | 1979         | 1600 PS                  | 2527 t                   | H. Grube, Hamburg                            | Als Nicolaus Kaufer zuvor im Dienst eines anderen Unternehmens |
|      | Excelsior           | 1987         | 1600 PS                  | 2878 t                   | Ebert & Söhne, Neckarsteinach                | Als Jean Bossler III zuvor im Dienst von Werner Ludwig Boßler, unter der Flagge der Reederei Götz in Fahrt                                                                        |
|      | Neckarstein II      | 2001         | 1800 PS                  | 2636 t                   | Neue Germersheimer Schiffswerft, Germersheim | Zuvor im Dienst der Vulkan Transport AG in Basel, einer Tochtergesellschaft der Reederei Götz                                                                                     |

## Tankmotorschiffe
Liste der Tankmotorschiffe, die im Dienst der Reederei Ludwig und Jakob Götz KG standen, sortiert nach dem Jahr der Indienststellung:
| Bild | Name         | Baujahr | Motorleistung | Tonnage | Werft                                   | Bemerkungen |
| ---- | ------------ | ------- | ------------- | ------- | --------------------------------------- | --- |
|      | Stadt Wörth  | 1972    | 960 PS        | 2042 t  | Hans Boost, Trier                       | 2015 verschrottet |
|      | Anna Frieda  | 1988    | 1350 PS       | 2770 t  | Hans Boost, Trier                       | Das TMS war für die Vulkan Transport AG in Fahrt, eine Tochtergesellschaft der Reederei Götz, und befand sich in Eigentum der beiden Reedereigesellschafter Bock und Götz. 2000 ging es als Benjamin an die Navirom AG in Basel. |
|      | Stadt Dessau | 1992    | 1500 PS       | 1755 t  | Germersheimer Schiffswerft, Germersheim | 2002 als Ursula an ein anderes Unternehmen verkauft |

## Schubleichter
Liste der Schubleichter, die im Dienst der Reederei Ludwig & Jakob Götz KG stehen, sortiert nach dem Jahr der Indienststellung:
| Bild | Name       | Baujahr | Tonnage | Werft                         | Bemerkungen                                                          |
| ---- | ---------- | ------- | ------- | ----------------------------- | -------------------------------------------------------------------- |
|      | Götz XV    | 1984    | 2478 t  | Hilgers, Rheinbrohl           | Unter der Flagge der Reederei Götz in Fahrt, typgleich mit Götz XVI. |
|      | Götz XVI   | 1984    | 2478 t  | Hilgers, Rheinbrohl           | Unter der Flagge der Reederei Götz in Fahrt                          |
|      | Götz XVII  | 1989    | 1850 t  | Ebert & Söhne, Neckarsteinach | Unter der Flagge der Reederei Götz in Fahrt                          |
|      | Götz XVIII |         | 1549 t  |                               |                                                                      |

### Schubboote
Liste der Schubboote, die im Dienst der Reederei Ludwig & Jakob Götz KG standen, sortiert nach dem Jahr der Indienststellung:
| Bild | Name   | Baujahr | Motorleistung | Tonnage | Werft                               | Bemerkungen                                                    |
| ---- | ------ | ------- | ------------- | ------- | ----------------------------------- | -------------------------------------------------------------- |
|      | Mühlau | 1926    | 400 PS        | 80 t    | Schiffs-& Maschinenbau AG, Mannheim | Seit 2008 im Dienst des Unternehmens Heidelberger Sand & Kies  |
|      | Götz 2 | 1964    | 2 × 500 PS    |         | Schiffs-& Maschinenbau AG, Mannheim | Ab 1964 im Dienst verschiedener Unternehmen, 1997 verschrottet |

## Weiteres

### Ergänzungen zur Flotte
Neben den großen Gütermotorschiffen, Tankmotorschiffen, Schubbooten und Schubleichtern zählten und zählen zur Flotte der Reederei Götz auch verschiedene nicht in diesen Listen aufgeführte Kran- und Baggerschiffe sowie kleinere Fahrzeuge und Charterschiffe.

### Neckar-Reederei
Die Reederei Ludwig & Jakob Götz KG betrieb zusammen mit der Reederei Lehnkering die Neckar-Reederei. Götz ließ das Gütermotorschiff Öhringen für die Neckar-Reederei in Dienst stellen, während die Reederei Lehnkering mit dem Gütermotorschiff Reuterweg an dem gemeinsamen Unternehmen beteiligt war.

### Neue Germersheimer Schiffswerft

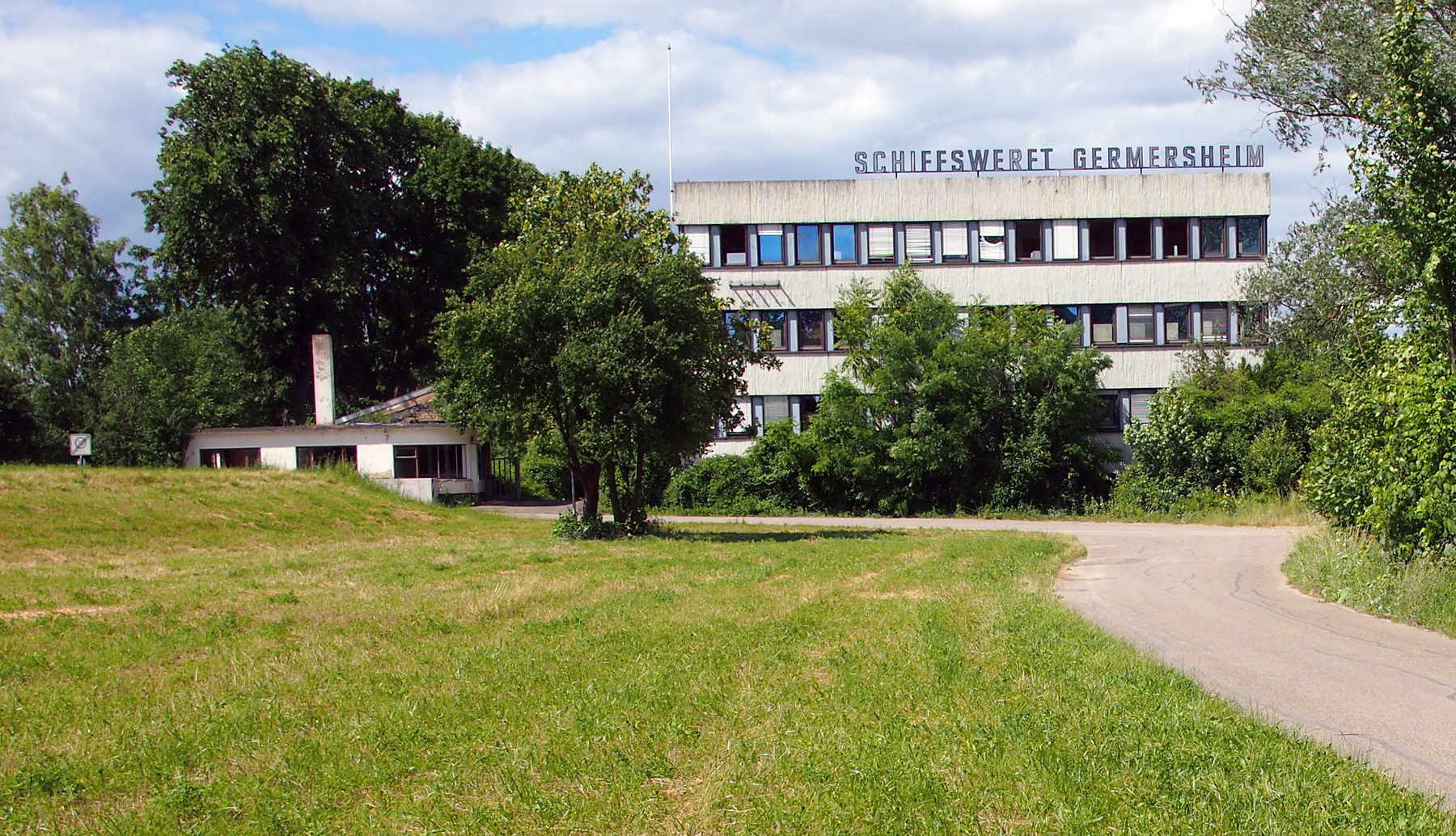
Blick auf das ehemalige Unternehmensgelände der Neuen Germersheimer Schiffswerft, an der die Ludwig & Jakob Götz KG die Mehrheitsanteile hielt

Nachdem 1988 die Germersheimer Schiffswerft in Insolvenz gegangen war, wurde nachfolgend die Neue Germersheimer Schiffswerft gegründet. Die Mehrheit der Geschäftsanteile hielt seit 1990 die Ludwig & Jakob Götz KG. Im selben Jahr wurde die Passagierfähre Le Joola fertiggestellt, die im Senegal eingesetzt wurde und deren Untergang im Jahre 2002 als drittgrößte zivile Schiffskatastrophe nach dem Zweiten Weltkrieg gilt. Zudem stellte die Werft im selben Jahr ihren Betrieb ein.

### Familiäre Relationen

#### Schifffahrt
Die Gründerfamilie Götz steht in Verwandtschaft mit der Baustoffunternehmer- und Reederfamilie Waibel aus Gernsheim, der Binnenschifffahrt-Pionierfamilie Boßler (jüngere Linie) und den Schifffahrtsunternehmerfamilien Hammersdorf, Vorreuther, Heilmann sowie Oestreicher. Die beiden erstgenannten Familien gehören wie die Reederfamilie Waibel zu den alten Schiffergeschlechtern. Über die Schifferfamilie Heilmann findet sich außerdem der familiäre Anschluss an eine Pfarrerfamilie Wild.
Zudem ist die Pioniersfamilie der Gütermotorschifffahrt mit den ebenso zu den alten Schiffergeschlechtern zählenden Bock aus Neckarsteinach versippt, die Gesellschaftsanteile an der Reederei Ludwig & Jakob Götz KG hielt. Es besteht fernerhin eine Ahnengemeinschaft mit der Erbbeständer- und Magistrats-Familie Krieger aus Neckarhausen, die eine besonders lange Tradition in der Treidelschifffahrt vorweisen kann. Die Nachkommen des Reeders Ludwig Götz stehen über dessen Ehefrau mit dem seit 1454 nachweisbaren alten Schiffergeschlecht Kappes in Relation, dass bereits 1532 Binnenfischerei betrieb.

#### Führungsschichten

Die Initialen des Kirchenmannes Georg Karg zieren das Wappen von Heroldingen. Zu den Nachfahren des Freundes Philipp Melanchthons und Schüler Martin Luthers gehört die Unternehmerfamilie Götz

1746 wurde die württembergisch-fränkische Gelehrtenfamilie Unfug, latinisiert Unfugius, im Zedler-Lexikon beschrieben. Mit der Bäckerstochter Margaretha Sophia Unfug (1727–1797) findet die besagte Gelehrtenfamilie der lutherischen Geistlichkeit Eingang in die Ahnentafel der ursprünglich reformierten ratsherrlichen Götz. Margaretha Sophia, einziges Kind des in die altwürttembergische Ehrbarkeit eingetretenen, zum Amtsbürgermeister von Gochsheim erwählten städtischen Gerichtsverwandten Johann Friedrich Unfug (1695–1773) vermählte sich mit dem wohlsituierten Zunftmeister der Sinsheimer Metzger Johann Martin Götz.
Durch die gelehrte Theologenfamilie Unfug gehören angefangen bei Hofpredigern der Markgrafen von Ansbach und Bayreuth über Stadtpfarrer sowie Feldprediger im Türkenkrieg und Seniores (Oberpfarrer) der geistlichen Kapitel in den brandenburg-ansbachischen Ämtern Schwabach sowie Crailsheim bis hin zum Reformator Georg Parsimonius eine Reihe reformatorischer Geistlicher in den Vorfahren- oder Verwandtenkreis der Reederfamilie Götz samt ihrer Nachfahren.
Eine Ahnengemeinschaft mit dem Dichterfürsten Johann Wolfgang von Goethe kommt über die gemeinsame kognatische Vorfahrenlinie Karg, latinisiert Cargius auch Parsimonius aus Heroldingen zustande.
Eine Cousine des Industriellen Johann Friedrich II. Götz hatte sich darüber hinaus mit einem als Blumenfabrikant in Bühl tätigen Fabrikantensohn verheiratet, dessen Produktion 30 bis 40 Tagelöhnerinnen Beschäftigung bot.